# 因幡千本桜
因幡千本桜（いなばせんぼんざくら）は鳥取県鳥取市の鳥取県立布勢総合運動公園内にある桜の名所。毎年春になると約1000本の桜が咲き乱れ、多くの市民や観光客が訪れる憩いの場となっている。

## 地理
鳥取県立布勢総合運動公園の横に全長300ｍ、入り口から公園にかけての道路沿い及び奥位置する「桜の園」に、ソメイヨシノを中心にシダレザクラやヤエザクラなど約1000本の桜の木が連なる。

## 概要
1984年(昭和59年)鳥取市の「後世に残る市民の共有財産としてどこにも負けない桜の一大名所を作りたい。」その思いのもと、鳥取商工会議所青年部に「因幡千本桜実行委員会」が立ち上がり、1985年(昭和60年)4月6日第1回植樹が行われた。そして植樹を重ね1986年（昭和61年）3月第5回を迎えた植樹で1000本を達成し、翌4月完成した「因幡千本桜」は鳥取県へ引き渡された。

## 交通アクセス
- 鳥取自動車道鳥取西ICから県道46号→県道21号経由約5分
- 山陰本線鳥取駅からタクシーに乗車、所要時間約12分。
- 鳥取駅バスターミナルから日ノ丸バス（路線バス）吉岡行き(6番乗り場)または湖山鳥大付属校行き「布勢」下車（約15分）の後、徒歩約1ｋｍ（約15分）
- 駐車場あり（入口手前にある多目的広場）
- その他（ヤマタスポーツパーク第7駐車場）